# Vajoc Dzor tartomány
Vajoc Dzor (örményül:Վայոց Ձոր) Örményország délkeleti részén fekvő tartomány (marz), székhelye Jehegnadzor. Északról Gegarkunik, északkeletről Ararat, délről Szjunik, délnyugatról az Azerbajdzsánhoz tartozó Nahicseván, keletről Azerbajdzsán határolja, de az utóbbival nincs hivatalos államhatár mivel e területen terül el a de facto független Hegyi-Karabah Köztársaság.
Az örmény tartományokból a leggyérebben lakott.

## Települései
Vajoc Dzor tartományban 44 község (hamajnkner) található, melyből 3 város.

### Városok
- Jehegnadzor 8200 fő
- Dzsermuk 6200 fő
- Vajk 5885 fő

## Galéria

Vajoc Dzor
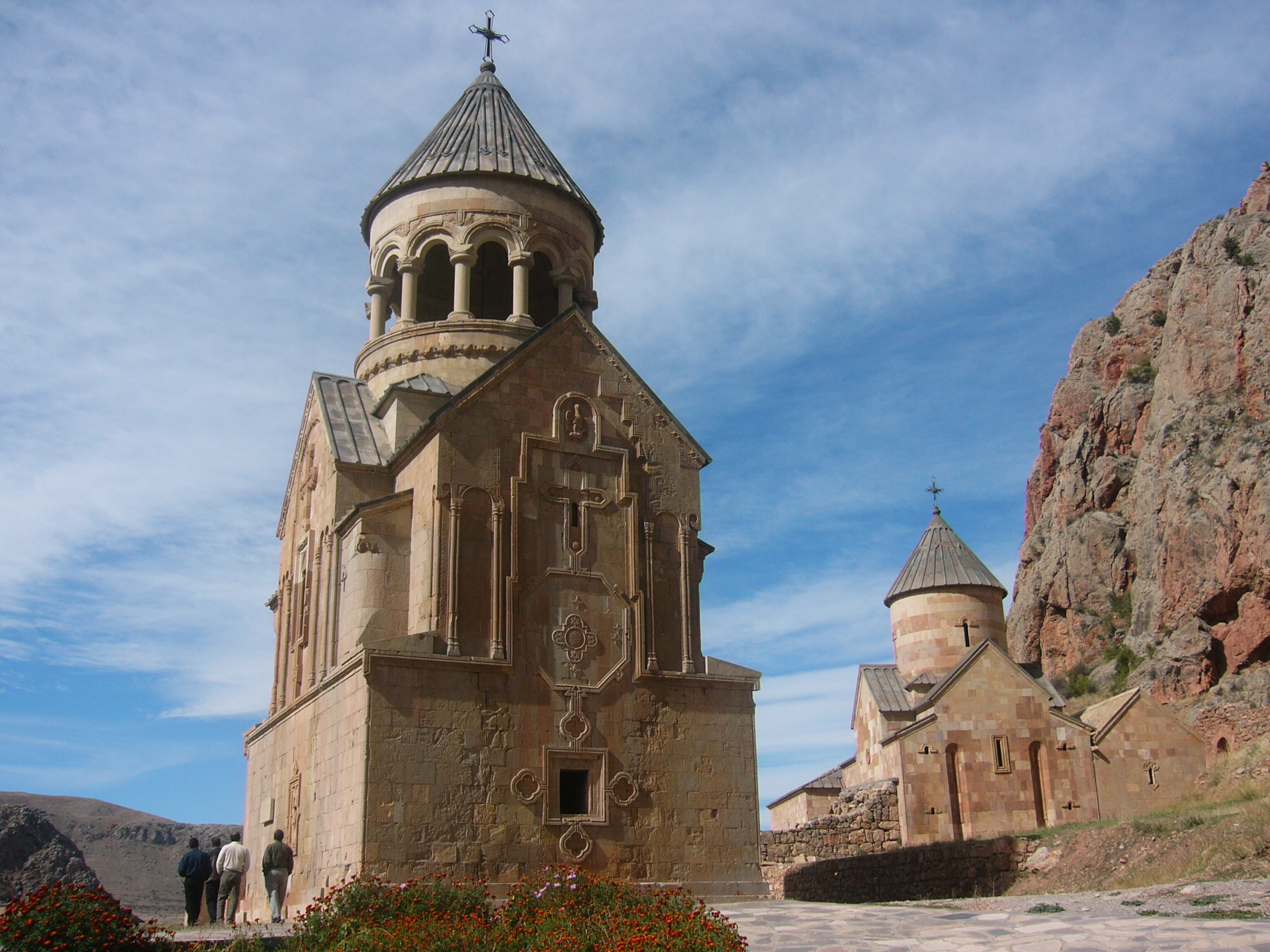
Noravank, 13. század eleje
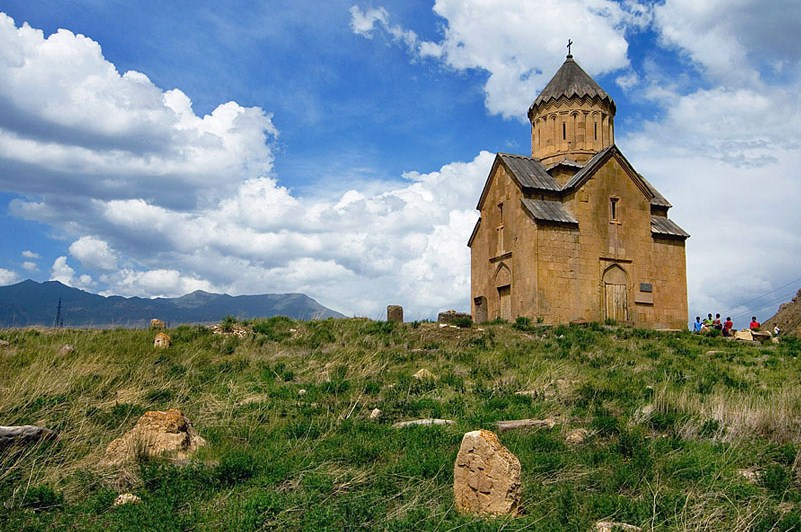
Areni templom, 14. század
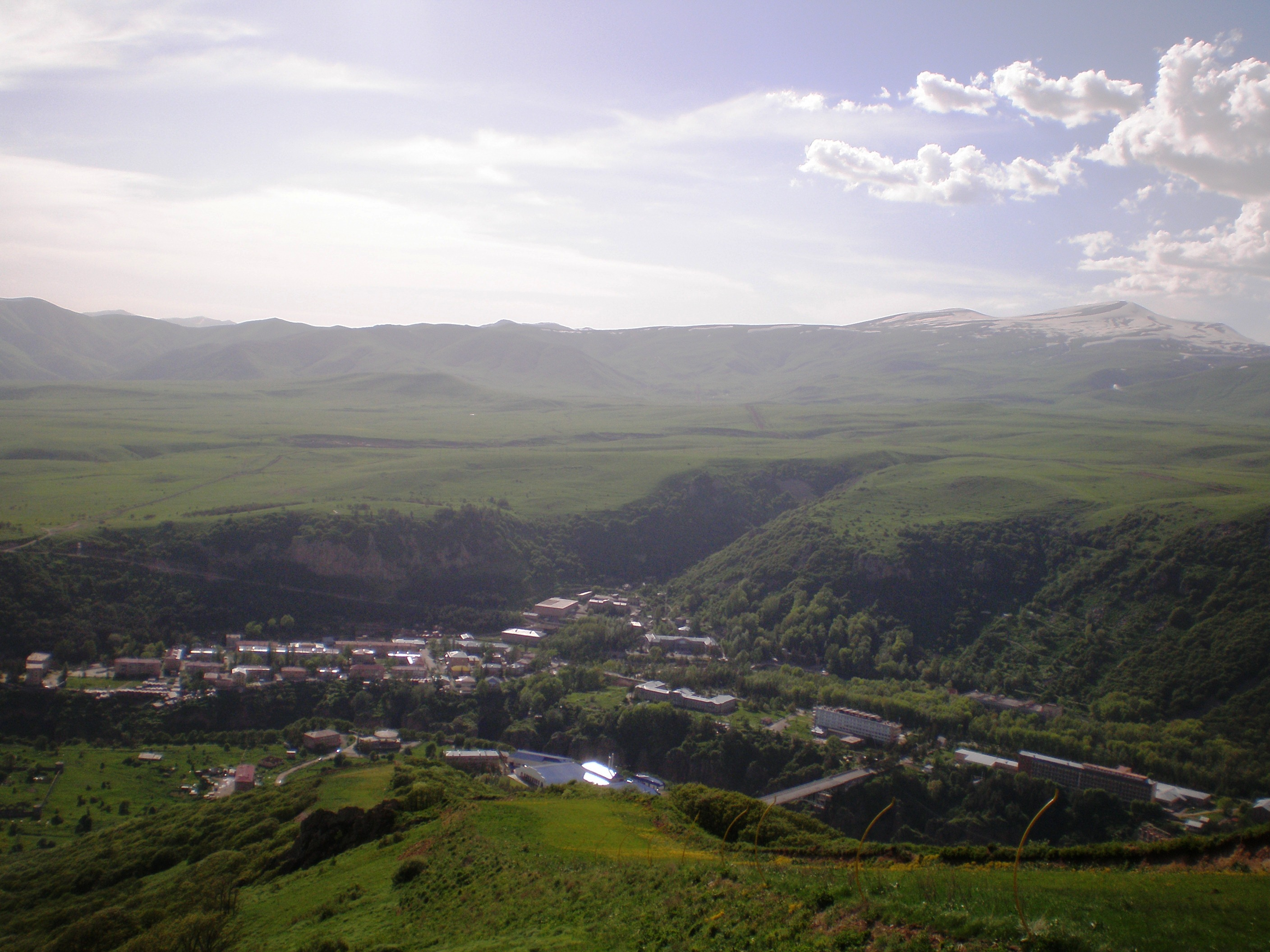
Dzsermuk városa
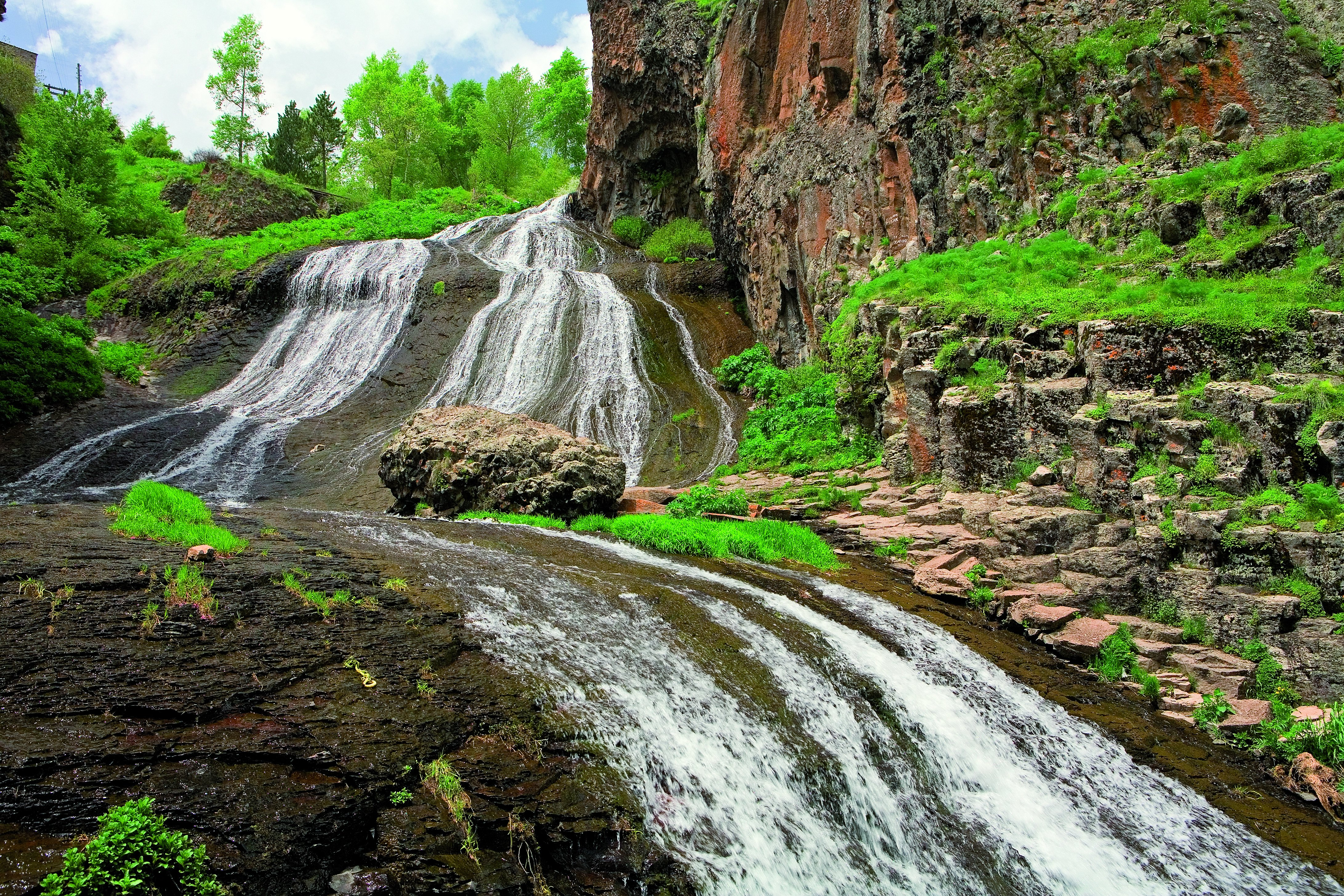
Dzsermuki vízesés
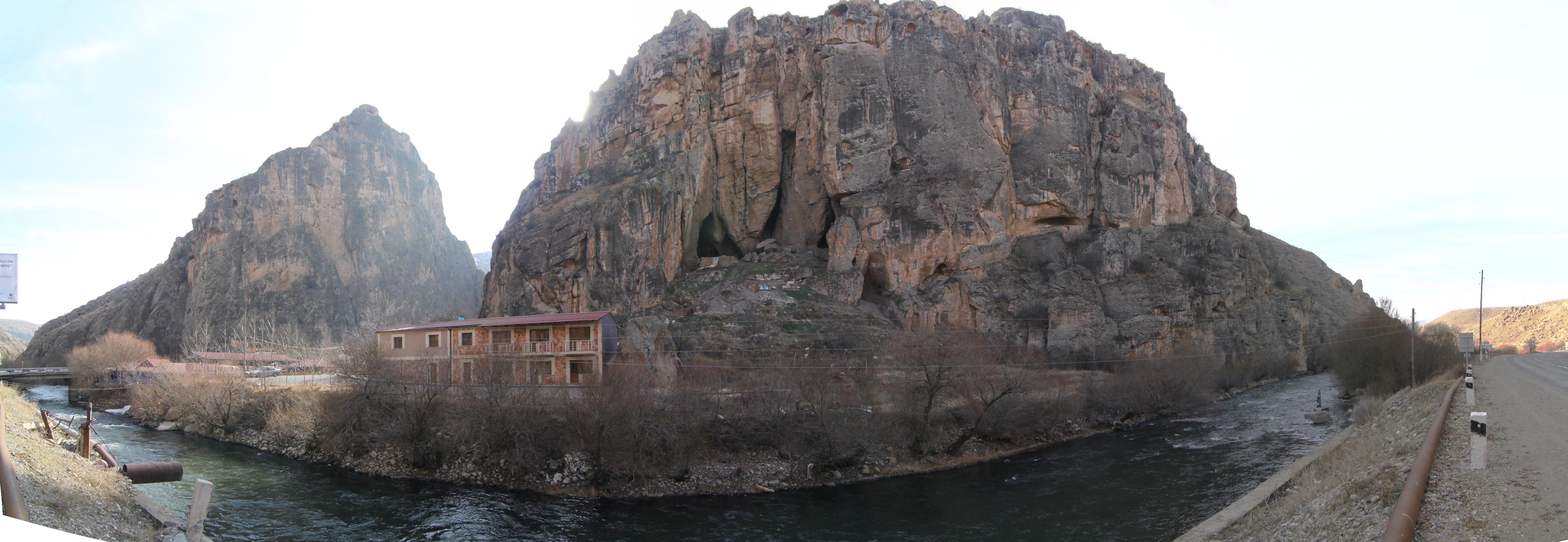
Az Areni-1 barlangrendszer

1. ↑  Armenia: Administrative Division. Citypopulation.de